# Israhel van Meckenem
Israhel van Meckenem (vers 1445 – 10 novembre 1503), aussi appelé parfois Israhel van Meckenem le Jeune, est un graveur et orfèvre allemand, peut-être originaire d'une famille néerlandaise, actif de 1465 jusqu'à sa mort.
Il a été le graveur le plus prolifique du XVe siècle, et, bien qu'une grande partie des œuvres qu'il a signées soient des copies, ou s'inspirent très étroitement de gravures préexistantes, il demeure une figure majeure de l'histoire de la gravure sur cuivre.

## Biographie

### Origines et formation
Sa date de naissance reste approximative mais se situerait dans les années 1440-1445.
Plusieurs lieux ont été avancés pour localiser « Meckenem ». Ainsi, Joachim von Sandrart, qui évoque « Israel von Mecheln », ferait venir la famille de Malines (en néerlandais Mechelen) dans le Brabant et Karel van Mander qui parle d'« Israel van Mentz », de Mayence (en allemand Mainz). La famille semble cependant être plutôt originaire de Meckenheim, près de Bonn.

#### Israhel van Meckenem le Jeune, Israhel van Meckenem le Vieux et le Maître de la Passion de Berlin
Dans l'historiographie, on trouve parfois la qualification d'Israhel van Meckenem « le Jeune », pour le distinguer d'un autre artiste, savoir Israhel van Meckenem l'Ancien (de), également actif à Bocholt. Ce dernier est un orfèvre, peut-être d'origine néerlandaise comme le laisserait supposer la particule « van », actif essentiellement en Allemagne dans le troisième quart du xve siècle. Il déménage en effet en 1464 de Rheinbach vers Clèves où il exécute, en 1470, une commande pour l'église de Bocholt|date=13 février 2021.
Cette mention d'un autre graveur plus ancien portant le même nom et rapportée par Carl Heinrich van Heinecken d'après une tradition locale communiquée lors de son voyage dans la vallée du Rhin entre 1767 et 1769, semble être démentie par les sources de la ville de Bocholt, qui ne conservent pas de mention de cet autre artiste.
D'autre part l'hypothèse de Max Geisberg (de) qui voulait voir dans le Maître de la Passion de Berlin (de) (actif entre 1450-1470) le père d'Israhel van Meckenem a été récemment réfutée. Néanmoins il semble hautement probable qu'Israhel se soit formé chez ce graveur de la région Rhin-Meuse. En témoigne une certaine proximité stylistique entre les deux artistes, et le fait qu'Israhel van Meckenem ai eu en sa possession des matrices de son prédécesseur.

#### Israhel van Meckenem et le Maître E. S.
Israhel van Meckenem aurait ensuite poursuivi son apprentissage dans l'atelier du Maître E. S. (Strasbourg ?), le principal graveur de son temps en Europe du Nord. Il a pu rester auprès de lui jusqu'à la mort supposée de ce dernier vers 1467, à partir de quoi il a acquis et retravaillé quarante et une plaques de cuivre du maître. Deux cents gravures de Meckenem sont des copies du Maître E. S.

### Vie

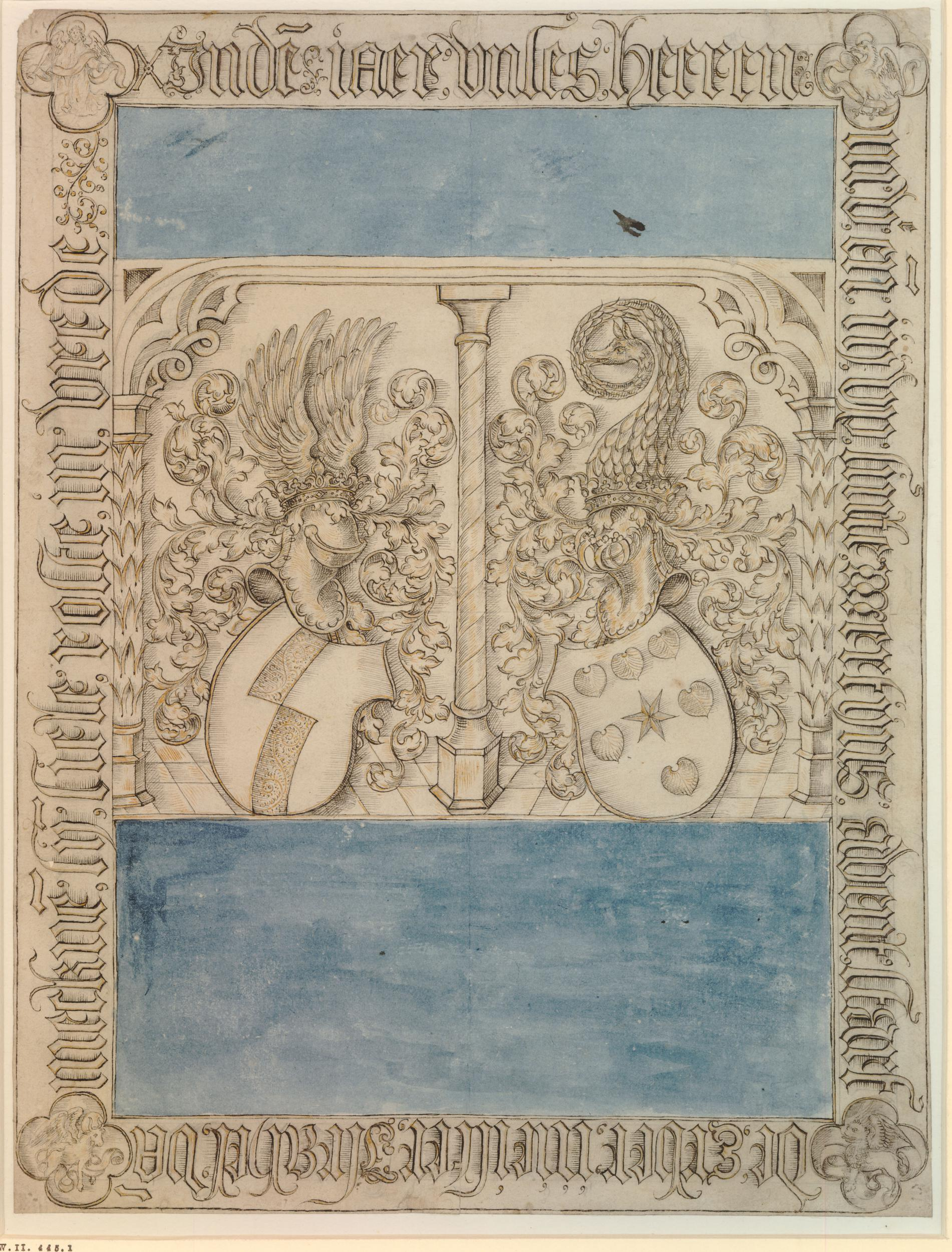
Dessin de la dalle funéraire d'Israhel Meckenem

La plus ancienne mention de date sur l'une de ses œuvres indique 1465, et celle-ci précise en outre le lieu de création, Clèves, où sa famille s'était installée. En 1470, une source le donne comme travaillant à Bamberg ; puis il retourne vers 1480 à Bocholt, où il reste jusqu'à sa mort. À la fin des années 1480, il se représente avec Ida, son épouse, dans ce qui est considéré comme le premier autoportrait documenté de la gravure.
Il était selon toute évidence une figure prospère et bien établie de la ville. Pour l'anecdote, on trouve son nom dans plusieurs plaintes contre des voisins, et Ida a été mise à l'amende pour « discours indécent », ainsi que pour « moqueries et menaces à l'égard de personnes détenant l'autorité publique ».
Le prénom très peu courant d'« Israhel », commun au père et au fils, laisse supposer une origine juive, mais Israhel le Jeune a été inhumé dans une église, et la profession d'orfèvre était alors interdite aux personnes de confession juive.[réf. nécessaire]
Israhel van Meckenem meurt à Bocholt le 10 novembre 1503, et est inhumé dans l'église Saint-Georges (Bocholt) (de), ainsi que l'atteste un dessin daté d'environ 1600 et conservé au British Museum qui illustre sa plaque funéraire, qui a été détruite depuis.

## Œuvre

### Œuvre gravée
Au début du XXe siècle, Max Geisberg (de) et Max Lehrs attribuent 624 gravures à Israhel van Meckenem. En 1986, Fritz Koreny révise le corpus et lui en attribue 548 avec certitude. Ce chiffre représente près de 15 % de la production des graveurs actifs au Nord des Alpes à la fin du XVe siècle.

#### Copies et reprises d'autres graveurs
Cependant près des quatre cinquièmes de sa production consiste en des copies d'après des graveurs allemands et néerlandais antérieurs et contemporains, comme le Maître E. S., le Maître de la Passion de Berlin (de), Martin Schongauer, le Maître du Livre de Raison, Albrecht Dürer, etc. Ces reprises reflètent pour la plupart des compositions gravées, cependant le graveur a pu travailler à partir d'autres médias, notamment avec sa célèbre suite de la Vie de la Vierge, qui reflète vraisemblablement des dessins d'Hans Holbein l'Ancien ou de son atelier, avec qui il a pu entretenir des relations commerciales. 

Exemples de copies d'Israhel van Meckenem d'après d'autres graveurs du 15e siècle
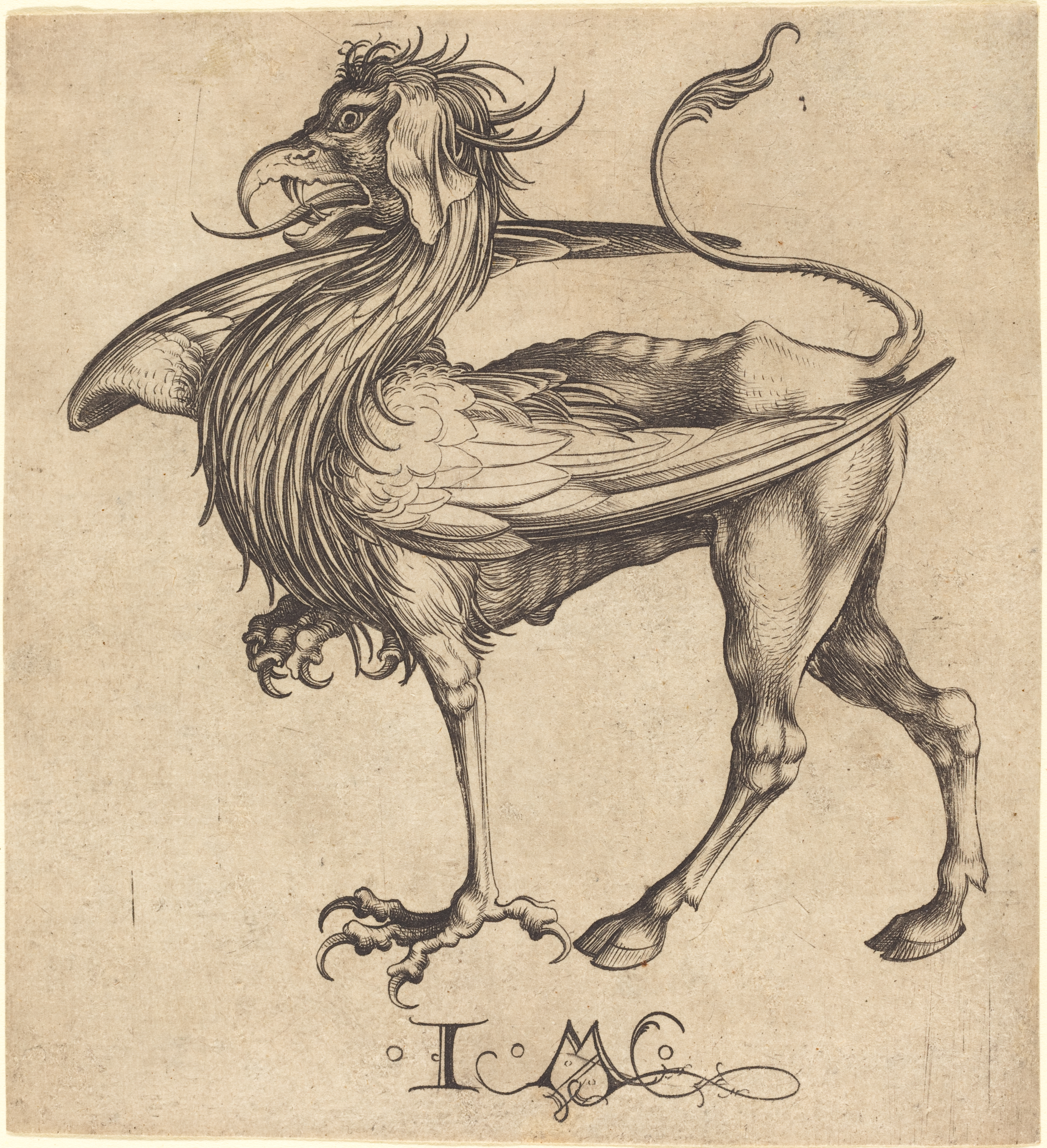
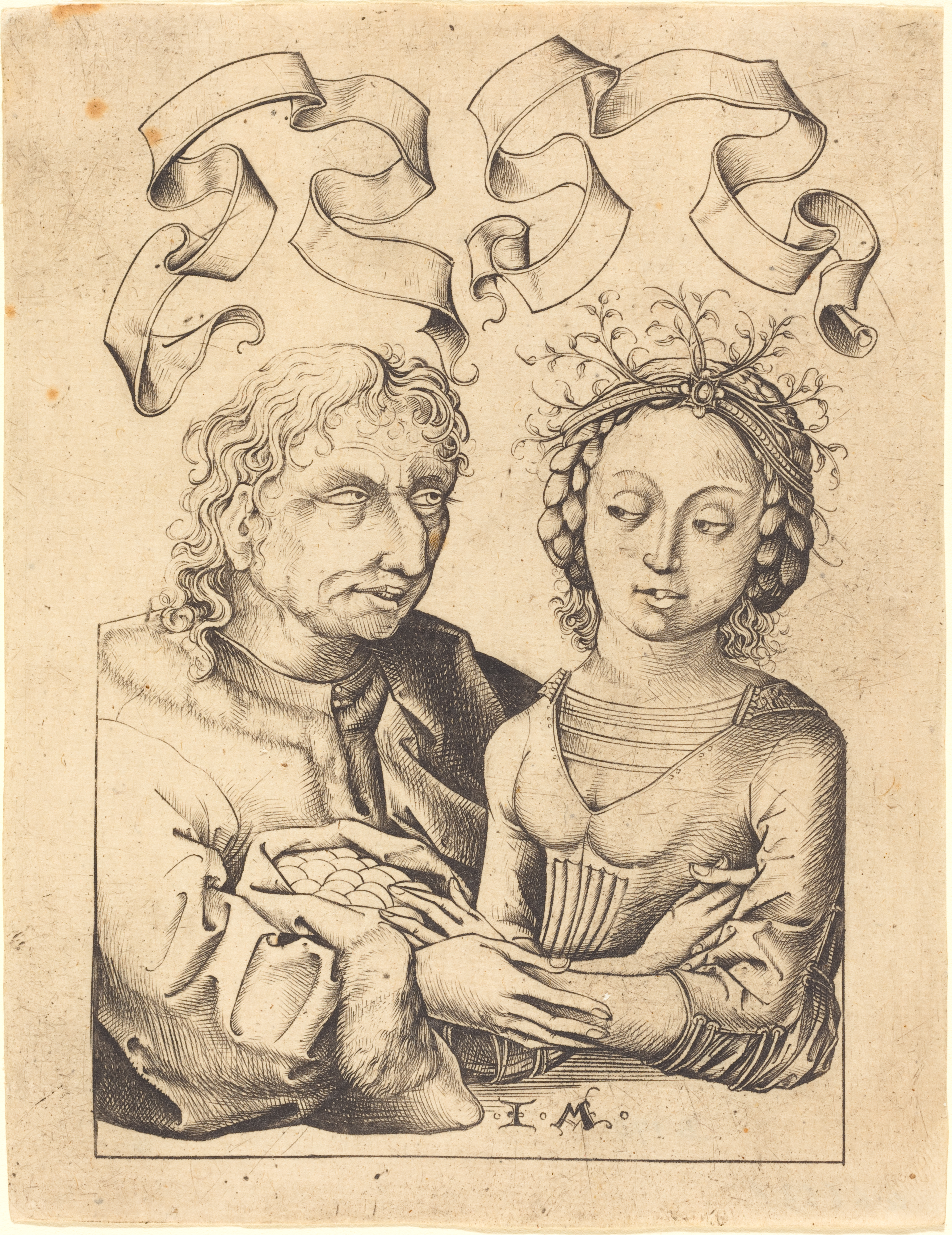
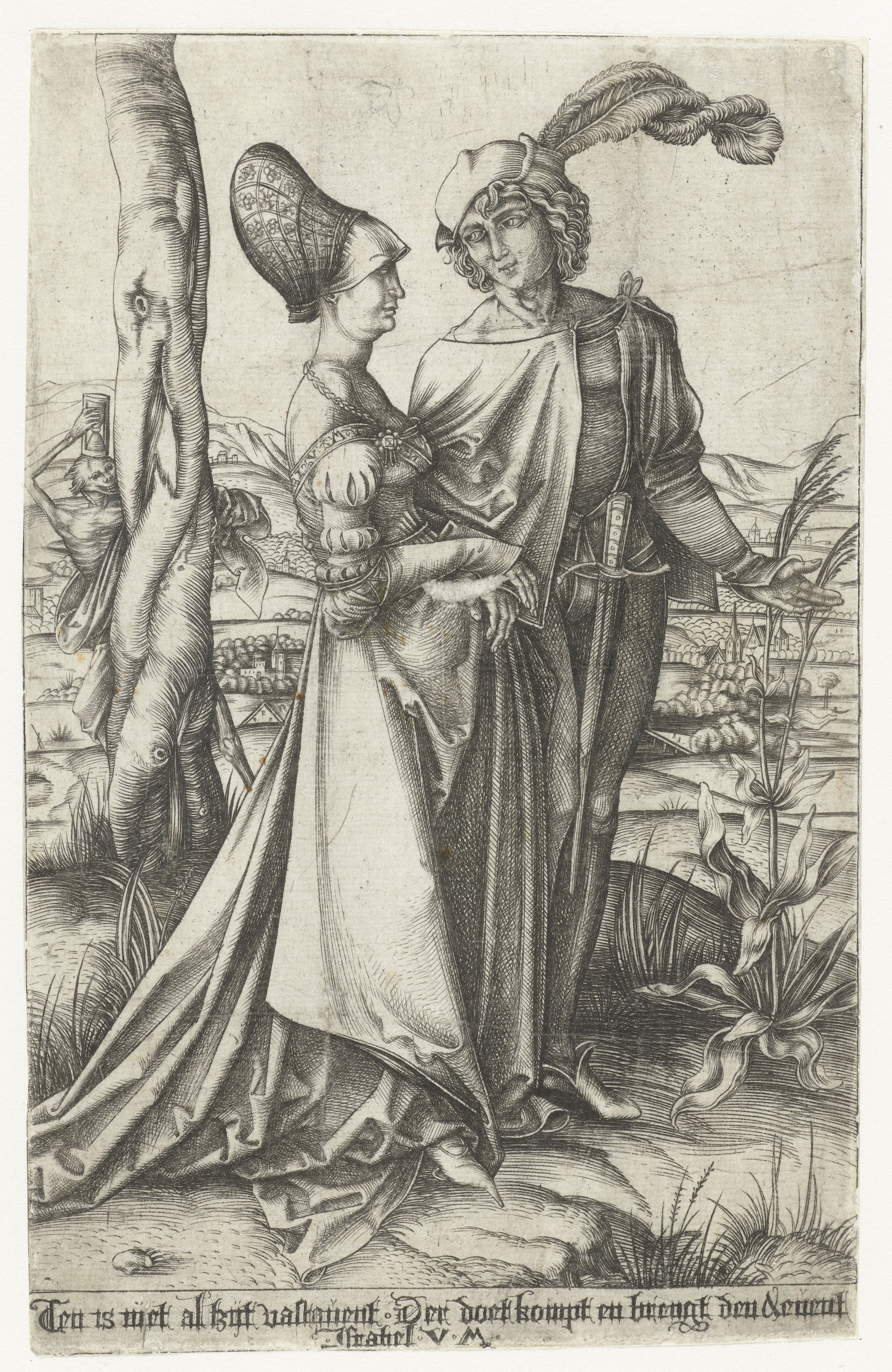
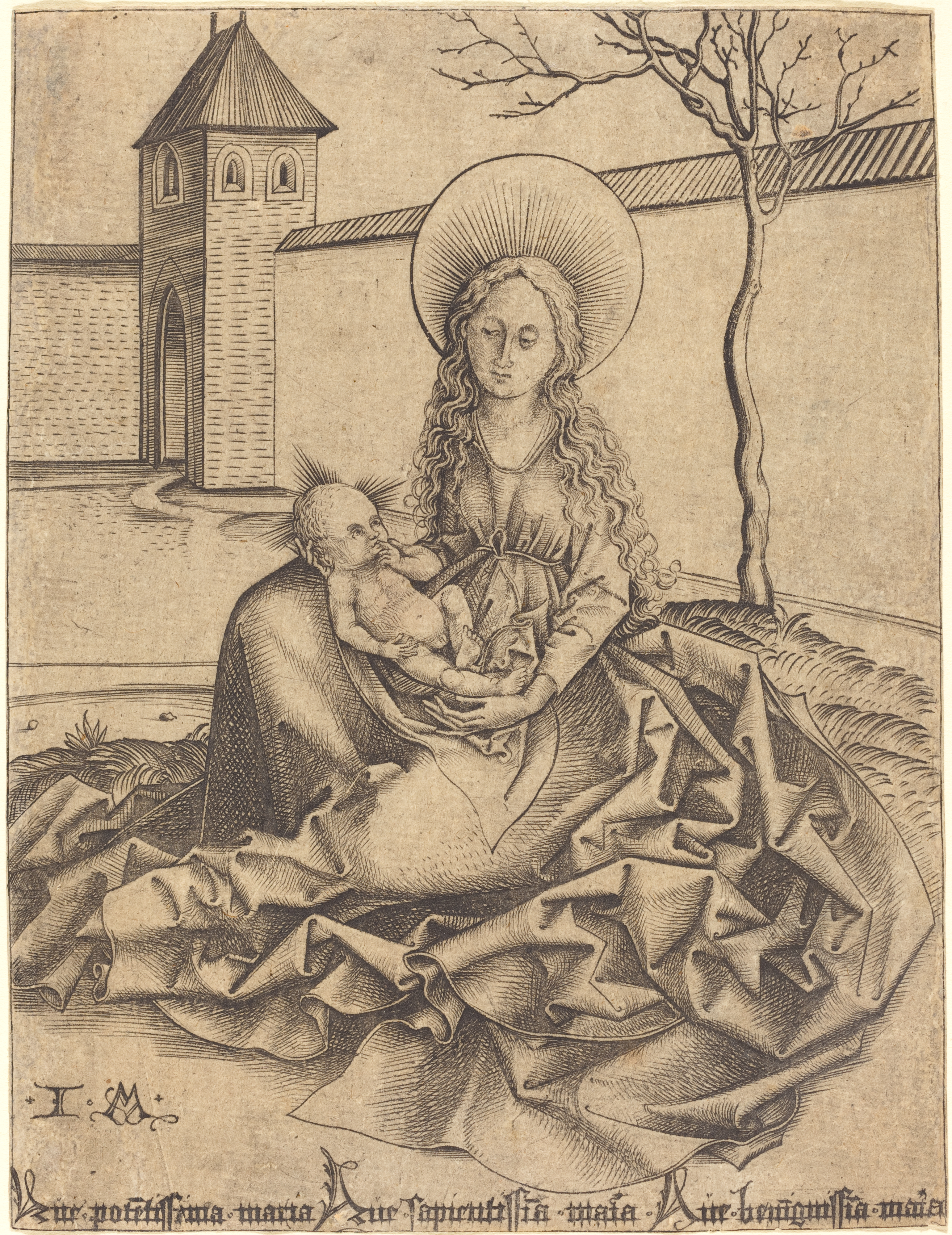
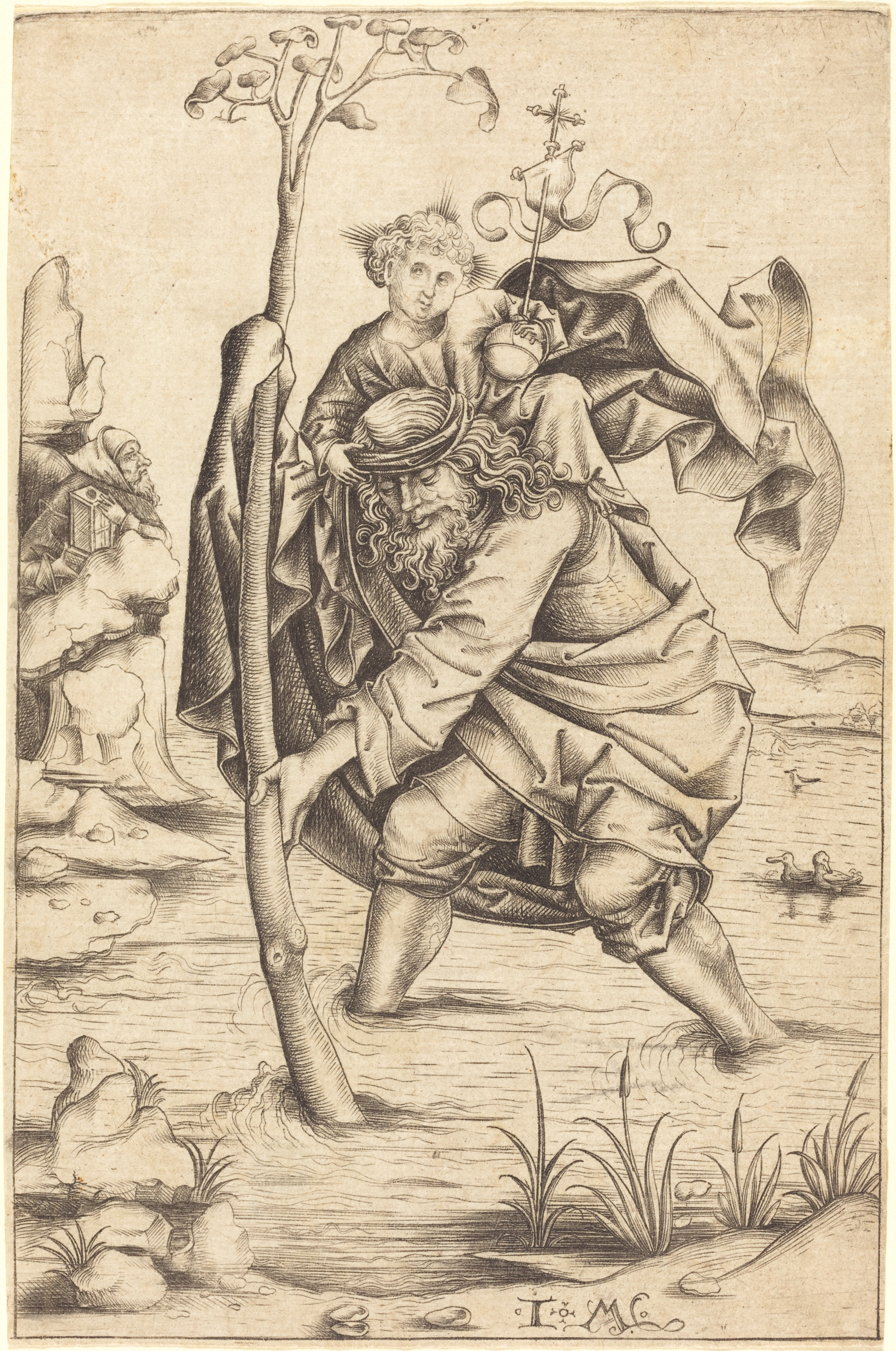

Israhel van Meckenem reproduisit quatre burins de Dürer, en contrepartie, La Sainte Famille au papillon, Les Amants et la Mort, Les Quatre Sorcières et La Petite Fortune.
Au fil de sa carrière, Israhel van Meckenem a également récupéré plusieurs matrices en cuivre qu'il a regravé ou parfois modifié la signature pour lui substituer la sienne. Ce fut le cas par exemple avec six plaques du monogrammiste FVB, telles celles de L'Agression de saint Antoine et du Rinceau d'ornement aux hiboux et autres oiseaux.
L'intérêt des copies de Meckenem réside dans le fait qu'elles  donnent accès à des compositions dont les originaux ont pu perdus au fil du temps, à l'image de celles du Maître du Livre de Raison, dont les gravures à la pointe sèche permettaient un tirage limité. Cependant, aujourd'hui on a parfois du mal à distinguer ces reprises d'œuvres disparues de créations originales de la main de Meckenem. La question se pose notamment pour sa série des scènes de la vie quotidienne (Lehrs n° 499-510).

Cette propension à reproduire les œuvres d'autres artistes, fait que l'œuvre d'Israhel a été très dépréciée, notamment par l'historiographie du 19e siècle. Bartsch écrit par exemple à son sujet : "la composition ignoble et sans esprit, le dessein est souvent extrêmement mauvais". Or il ne semble pas qu'une telle pratique ai été perçue comme condamnable vers 1500, puisque l'humaniste Jacob Wimpheling estime Israhel van Meckenem comme l'un des plus grands artistes allemands de son temps, au même rang que Martin Schongauer et Albrecht Dürer. Aujourd'hui la figure de l'artiste - comprise pour ses qualités historiques plus qu'esthétique - est peu à peu réhabilitée,.

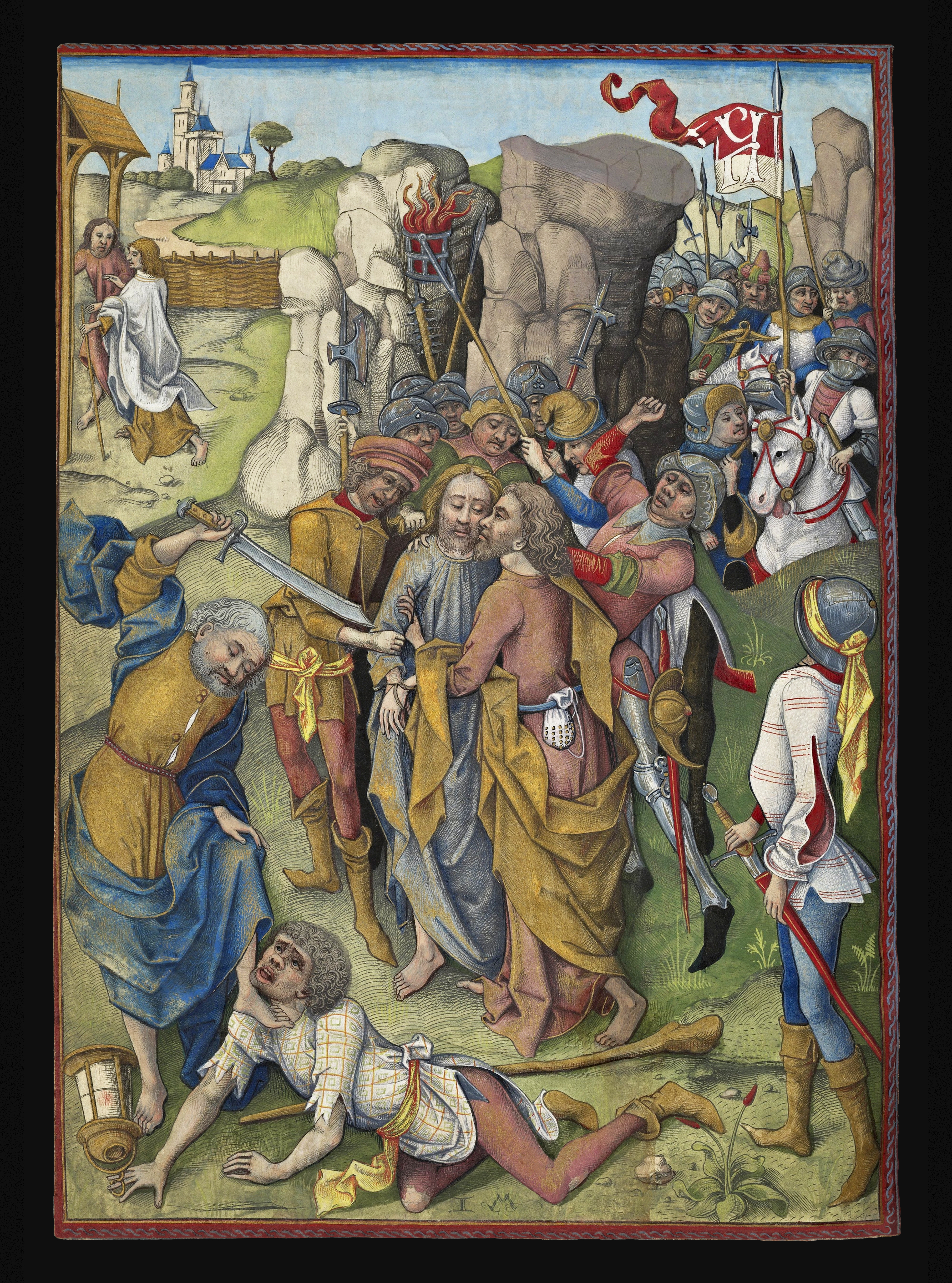
« Le Baiser de Judas », Heures de Charles d'Angoulême. Gravure colorée par Robinet Testard.

#### Style
Ses premières œuvres restent assez rigides, mais il développe à partir des années 1480 un style plus personnel et produit des œuvres de plus en plus grandes et raffinées. Ses productions personnelles sont souvent pleines de vie, et sont un témoignage de grande valeur sur la vie quotidienne de son époque. L'une de ses célèbres gravures, La Danse d'Hérodiade, supposée illustrer l'histoire de saint Jean-Baptiste et Salomé, rejette la scène principale et caractéristique de l'histoire en arrière-plan pour laisser la place, au premier plan, à une scène de danseurs de cour vêtus à la mode contemporaine, qui occupe la plus grande partie de la surface de la plaque.

#### Signature
Avec Martin Schongauer et Wenzel von Olmütz, Israhel van Meckenem est le seul graveur allemand du XVe siècle dont l'identité est connue. Parfaitement reconnaissable à ses entrelacs calligraphiques qui présentent une réelle sophistication, sa signature est présente sur près de 40 % des estampes qui lui sont attribuées (246). Son nom figure soit en toutes lettres, soit sous des formes abrégées telles que "Israhel v. M.", "IM" ou encore "IvM". On en dénombre neuf variantes, sans toutefois pouvoir établir un classement chronologique entre elles. Celle-ci est parfois accompagnée de précision de lieu avec la mention de la ville de Bocholt (Lehrs n° 61, 199, 514, 607) ou de date "1502" (Lehrs n° 200). 

Variantes de la signature d'Israhel van Meckenem
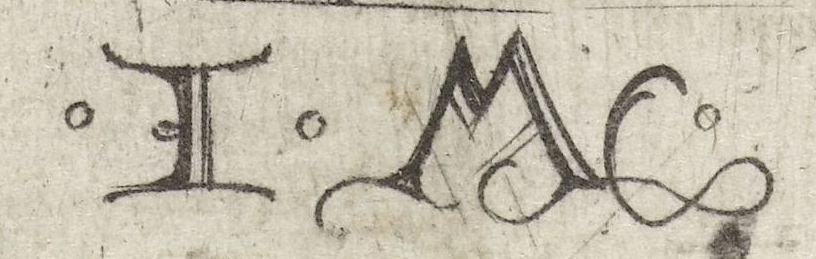
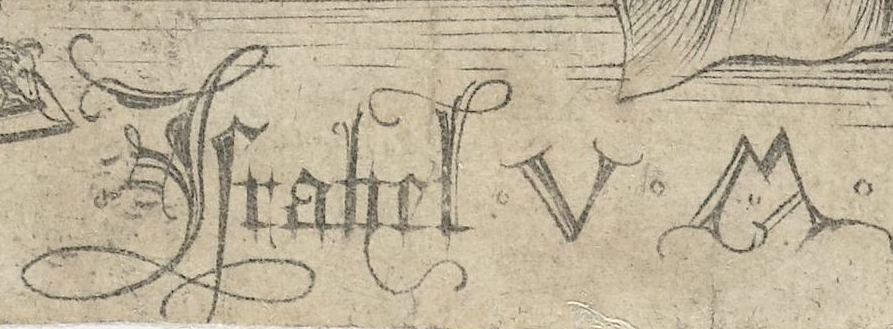

##### Double portrait avec Ida, vers 1485-1495[3]
Une autre source d'identification de l'artiste est l'inscription qui figure au bas de la gravure (Lehrs n° 1) "Figuratio facierum Israhelis et Ide eius uxoris" et qui permet d'identifier les protagonistes : le graveur lui-même et son épouse. Il s'agit ainsi probablement du premier autoportrait exécuté en gravure, mais également du premier double-portrait documenté dans ce médium.
Certaines de ses plaques semblent avoir été retravaillées plus d'une fois par son atelier, ou produites en plusieurs versions, et de nombreuses impressions sont parvenues jusqu'à aujourd'hui, prouvant des capacités évidentes à distribuer aussi bien qu'à vendre le produit de son travail. Il est également le premier à proposer des indulgences gravées (par opposition à celles produites par xylographie), qui, selon toute vraisemblance, n'ont jamais fait l'objet d'autorisations papales ; l'une d'elles promet 20 000 années de pardon pour chaque récitation des trois prières imprimées en avant de l'image, le chiffre montant à 45 000 années dans une seconde version.

### Orfèvrerie

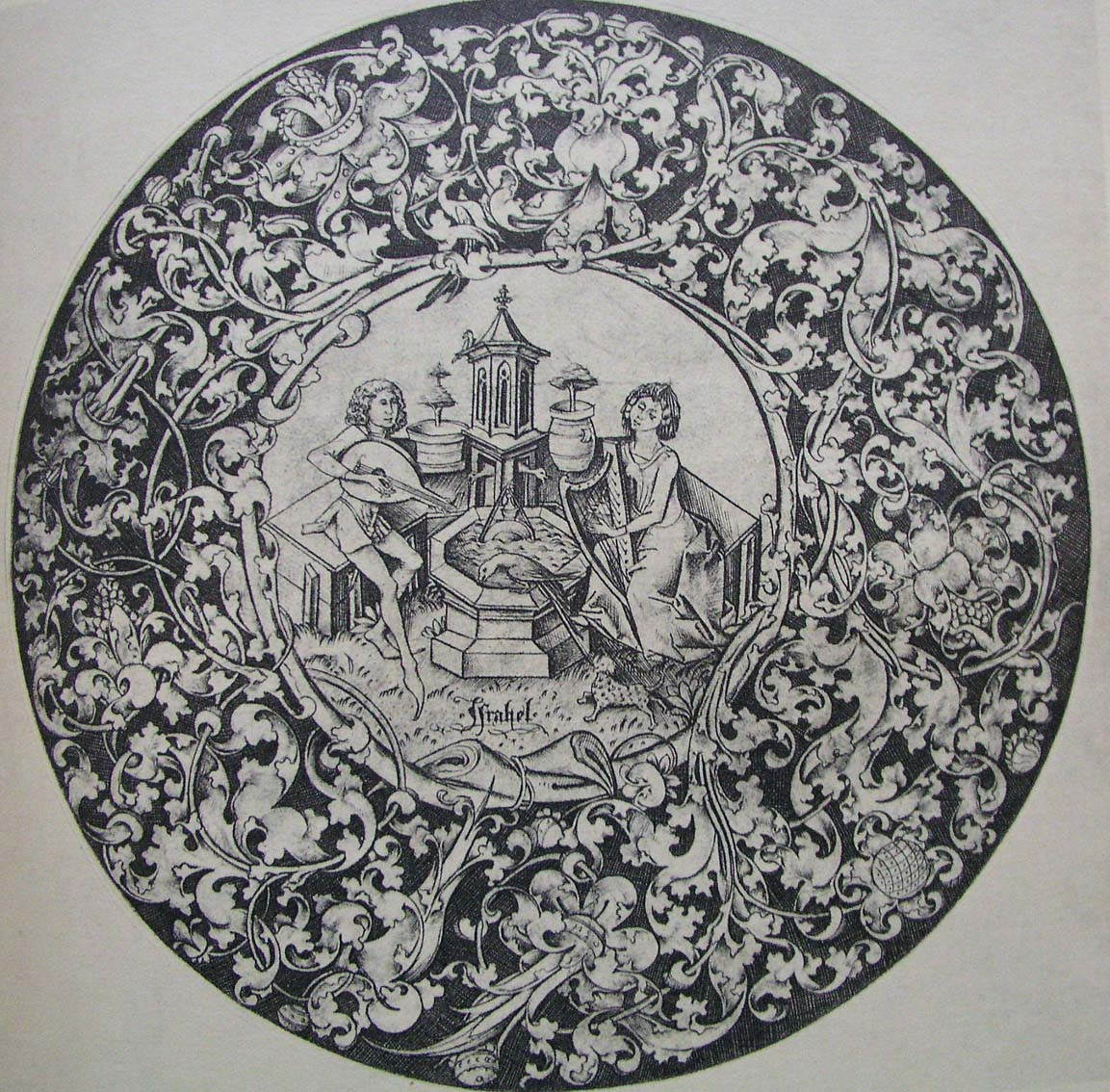
Couple d'amoureux jouant d'instruments de musique près d'une fontaine, signé « Israhel ». Les gravures circulaires comme celle-ci ont pu servir de modèles aux orfèvres

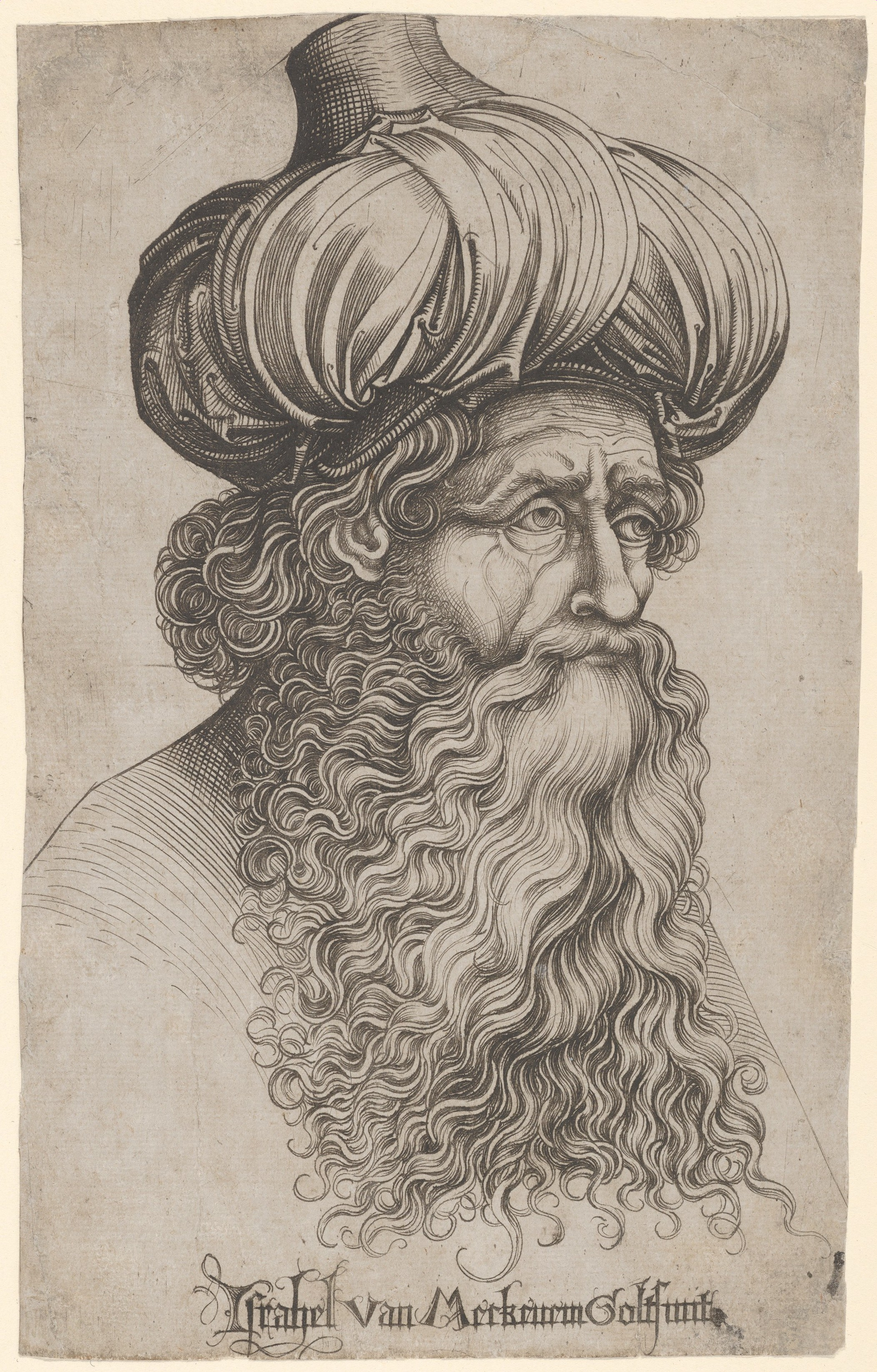
Israhel van Meckenem, Tête d'un vieil oriental, New York, Metropolitan Museum of Art

Dans le bas de son Portrait d'Oriental (Lehrs n° 515) Meckenem signe "Israhel van Meckenem Goltsmit [Israhel van Meckenem orfèvre]". Cette revendication professionnelle doit cependant être nuancée à une époque où le métier de graveur n'est pas encore reconnu comme une profession à part entière. Meckenem entretenait certes des liens importants avec l'orfèvrerie, comme le suggère ses gravures d'après le monogrammiste W à la clef (en) et Martin Schongauer (Lehrs n° 587-591), d'autres qui ont pu servir de modèles à des orfèvres, ou encore le seul dessin qui lui est attribué avec certitude (Germanisches Nationalmuseum, inv. Hz. 138). Seulement les quelques travaux d'orfévrerie documentés et effectués pour la ville de Bocholt relèvent de réparations plus que de création, et par conséquent ne justifient que d'une activité très secondaire. De surcroît l'attribution de onze travaux d'orfèvrerie - non signés - sont aujourd'hui sujet à caution.
Il n'en demeure pas moins que plusieurs gravures d'Israhel van Meckenem ont dû servir de modèles à des orfèvres.

#### Dictionnaires et encyclopédies
- (de) Jutta Schnack, « Meckenem, Israel van », dans Neue Deutsche Biographie (NDB), vol. 16, Berlin, Duncker & Humblot, 1990, p. 587–588 (original numérisé).
- Jacques Foucart, Article sur Universalis

#### Articles et monographies
- (en) H.P.R, « Israhel Van Meckenem's Portrait of Himself and His Wife, Ida », Museum of Fine Arts Bulletin,‎ vol. 18, no. 107, 1920, p. 29-30 (www.jstor.org/stable/4169742)
- (en) Fritz Koreny, « Review of "Israhel van Meckenem: Kupferstiche des späten Mittelalters aus Westfalen by Otmar Plassmann; Kupferstiche des Israhel van Meckenem by Martin Sonnabend" », Print Quarterly,‎ vol. 18, no. 4 (décembre 2001), p. 469-472 (lire en ligne)
- (en) Alpheus Hyatt Mayor, Prints & people : a social history of printed pictures, New York/Princeton, Metropolitan Museum of Art/Princeton, 1971 (ISBN 0-691-00326-2, lire en ligne), p. 100-101
- (en) David Landau et Peter Parshall, The Renaissance Print : 1470-1550, New Haven et Londres, Yale University Press, 1994, 448 p. (ISBN 978-0-300-06883-2, lire en ligne), p. 56-63
- (de) Christine Vogt, Das druckgraphische Bild nach Vorlagen Albrecht Dürers (1471-1528) :  zum Phänomen der graphischen Kopie (Reproduktion) zu Lebzeiten Dürers nördlich der Alpen, Munich, Berlin, Deutscher Kunstverlag, 2008 (ISBN 978-3-422-06803-2), p. 155-162

#### Catalogues raisonnés
- (de) Carl Heinrich von Heinecken, Neue Nachrichten von Künstlern und Kunstsachen, Dresde, Leipzig, Breitkopf, 1786, 436-474 p. (lire en ligne)
- Adam Bartsch, Le Peintre-Graveur, vol. VI, Vienne, J. V. Degen, 1808, 416 p. (lire en ligne), p. 187-308
- (de) Max Geisberg, Der Meister der Berliner Passion und Israhel van Meckenem. Studien zur Geschichte der westfälischen Kupferstecher im 15. Jahrhundert, Strasbourg, Heitz, 1903, 135 p.
- (de) Max Lehrs, Geschichte und kritischer Katalog des deutschen, niederländischen und französischen Kupferstichs im XV. Jahrhundert, t. IX : Israhel van Meckenem, Vienne, Ges. für Vervielfältigende Kunst, 1934, 515 p. [lire en ligne]
- (en) Fritz Koreny, Hollstein's German engravings, etchings and woodcuts 1400 - 1700, t. XXIV : Israhel van Meckenem, Amsterdam, Hertzberger, 1986, 2 volumes

#### Catalogues d'expositions
- (en) Alan Shestack, Fifteenth Century engravings of Northern Europe from the National Gallery of Art, Washington, D.C., Washington, National Gallery of Art, 1967 (OCLC 576945)

- (de) Israhel van Meckenem und der deutsche Kupferstich des 15. Jahrhunderts (cat. exp. Kunsthaus der Stadt Bocholt, Mai-Juin 1972), Bocholt, 1972, 136 p.
- (en) Jane Campbell Hutchison, Six centuries of master prints : treasures from the Herbert Greer French collection (sous la direction de Kristin L. Spangenberg), Cincinnati, Cincinnati Art Museum, 1993, 342 p. (ISBN 0-931537-15-0)
- (de) Achim Riether et Christoph Metzger, Israhel van Meckenem (um 1440/45 - 1503). Kupferstiche - Der Münchner Bestand (cat. exp. Staatlichen Graphischen Sammlung München, Pinakothek der Moderne, Munich, 14 septembre - 26 novembre 2006), Munich, Staatliche Graphische Sammlung, 2004, 287 p. (ISBN 978-3-927803-44-2)
- (en) Asuka Nakada, Sacred and Secular. Israhel van Meckenem & early German engraving (cat. exp. The National Museum of Western Art, Tokyo, 9 juillet - 19 septembre 2016), Tokyo, The National Museum of Western Art, 2016, 292 p. (ISBN 978-4-907442-12-5)
- Mathieu Deldicque et Caroline Vrand (dir.), Albrecht Dürer. Gravure et Renaissance, In Fine éditions d'art et musée Condé, Chantilly, 2022, 288 p. (ISBN 978-2-38203-025-7).